# Carex purpleovaginalis
Carex purpleovaginalis är en halvgräsart som beskrevs av Q.S.Wang. Carex purpleovaginalis ingår i släktet starrar, och familjen halvgräs. Inga underarter finns listade i Catalogue of Life.